# Chlorops zonulatus
Chlorops zonulatus är en tvåvingeart som beskrevs av Einar Wahlgren 1913. Chlorops zonulatus ingår i släktet Chlorops och familjen fritflugor. Arten är reproducerande i Sverige. Inga underarter finns listade i Catalogue of Life.